# Equilibrio Vital (álbum)
Equilibrio Vital es el primer álbum de larga duración de la banda venezolana de rock progresivo Equilibrio Vital. Este álbum homónimo fue grabado en Estudios INTERSONIDO en el año de 1983 y fue lanzado ese mismo año en formato LP a través de la discográfica venezolana COLOR.
En 2003 fue lanzada una reedición titulada Tributo a Marcos Chacón, a través de la discográfica francesa Musea Records. La reedición contiene tres temas adicionales grabados entre 2000 y 2003.

## Listado de canciones
1. Guerra
2. Tras del Sol
3. El Emigrante
4. Aliento y Esperanza
5. A Mi Padre
6. Armonías con el Infinito

Todos los temas por Marcos Chacón, excepto Tras del Sol de Elena Prieto con Marcos Chacón, y Aliento y Esperanza de Guillermo González.

## Créditos

### Nota importante
Aunque solamente una parte de Equilibrio Vital figura en los créditos del álbum, en realidad todos los integrantes del grupo han participado en su creación. Independientemente de la ocupación artística de cada quién, todos los miembros participaron en un proceso de toma de decisiones grupal en el que se definieron aspectos quizá menos notorios de la creación del álbum, pero ciertamente igual de importantes, como por ejemplo la selección de temas, o la creación del concepto. Aquí se intenta enmendar de alguna manera esa situación, por lo que se nombra en los créditos a todos los integrantes del grupo para la fecha de creación del álbum, especificando en el mayor grado posible el aporte de cada individuo. Esta 'actualización' de la información ha sido proporcionada por los mismos integrantes del grupo.

### Intérpretes
- Marcos Chacón: guitarra líder, voz.
- Elena Prieto: voz
- Guillermo González: bajo, flauta, voz.
- Carlos Serga: guitarra rítmica, voz.
- Arnoldo Serga: bajo, percusión.
- Laureano Rangel: batería

### También participaron
- Jaime Moroldo: diseño de carátula
- Aracely Ramírez
- Norma Figuera
- Marcos César Andrade (Nano)
- Kenzar

### Otros
- Auguie Verde: grabación y mezcla
- Alicia Rodríguez y Ñoqui: fotografía

- Datos: Q5835005